# Spieldose

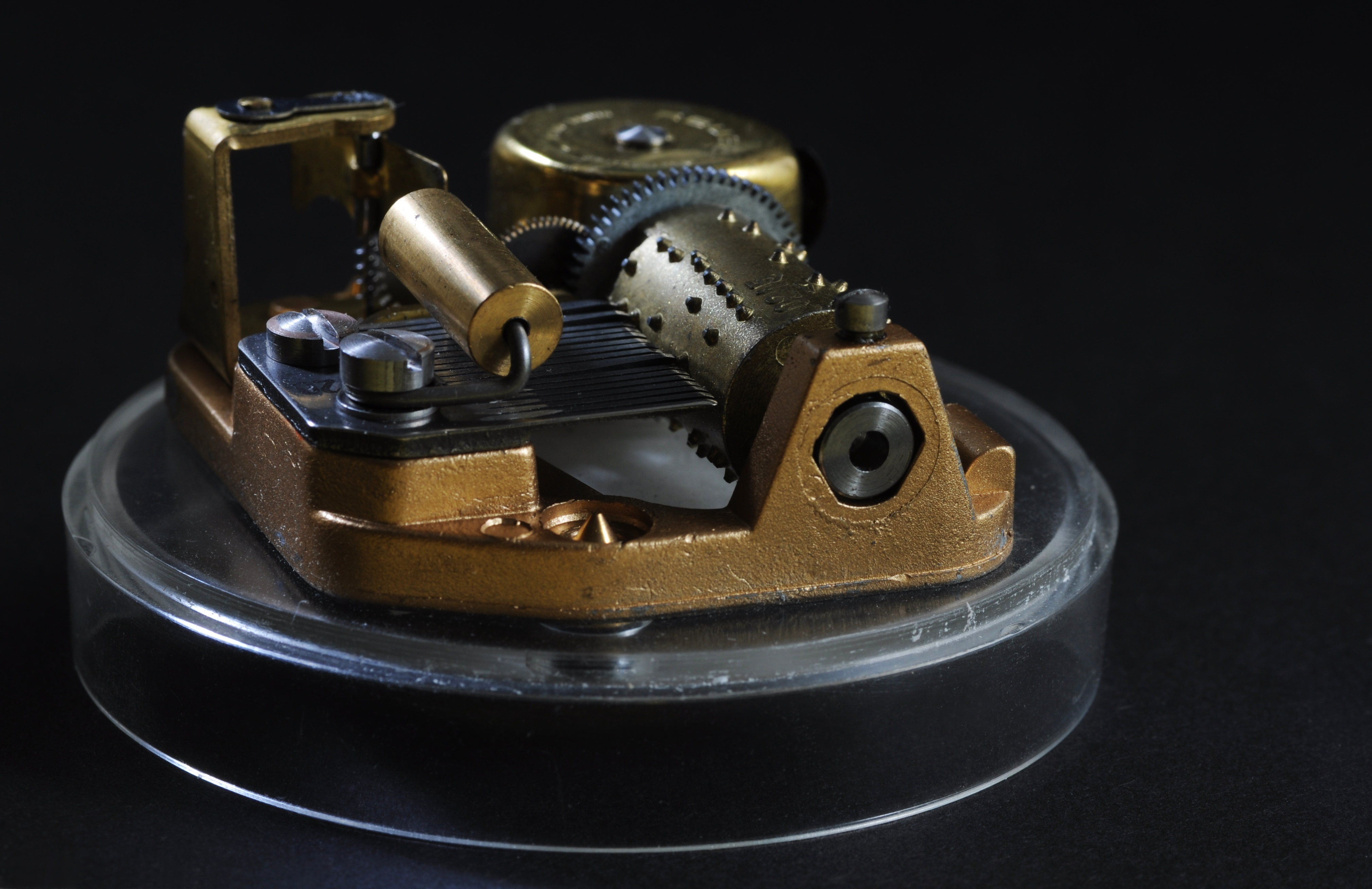
Schweizer Walzenspieldose

Die Spieldose ist ein selbstspielendes mechanisches Musikinstrument. Daneben gibt es die Spieluhr mit mechanischem Uhrwerk und Uhrfeder, die eine Melodie spielt. 
Bei den Spieldosen unterscheidet man zwei Arten:
1. Walzenspieldosen (engl. Cylinder Music Boxes)
2. Plattenspieldosen (engl. Disc Music Boxes)

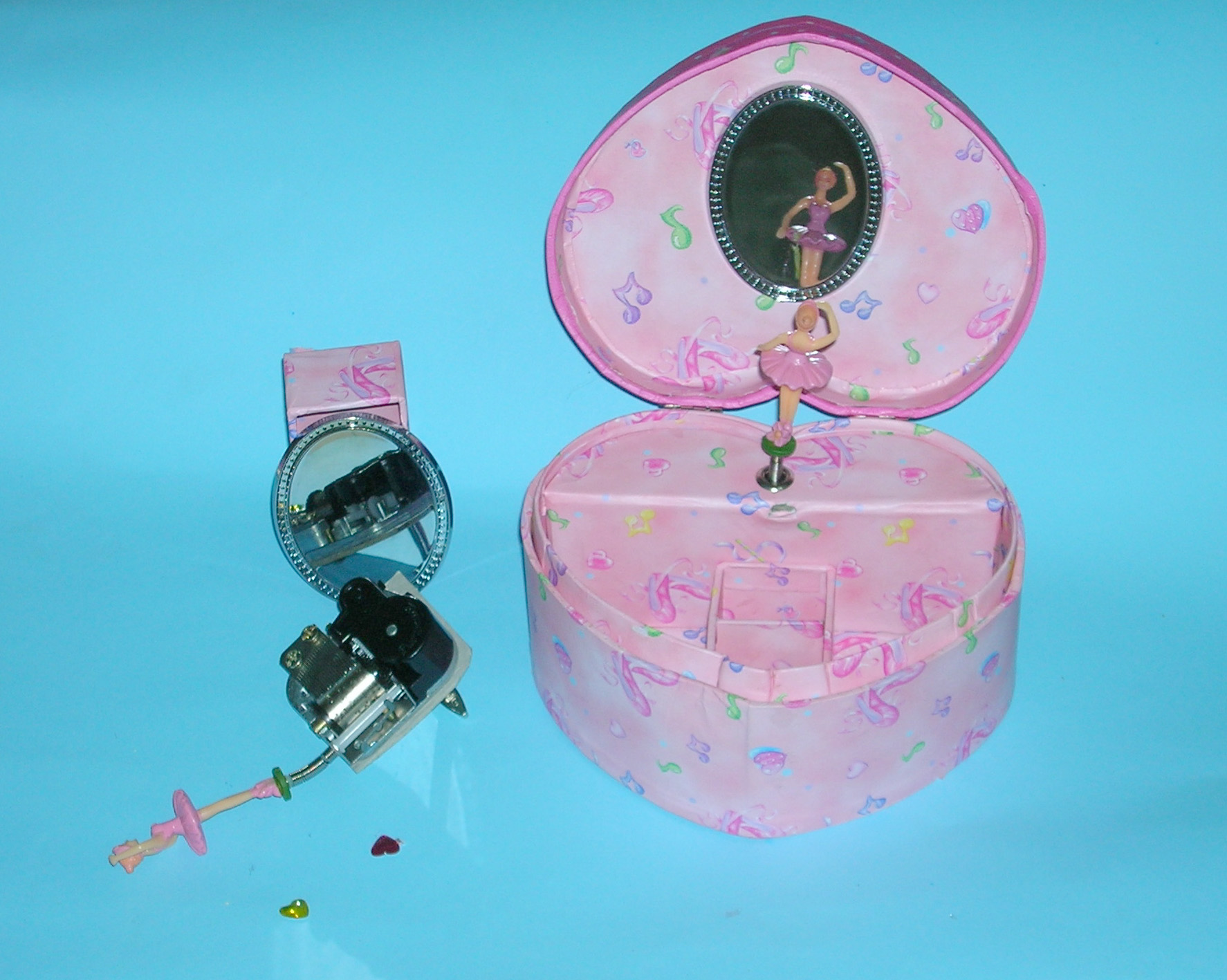
Spieldose mit drehbarer Figur; links daneben die Mechanik

Die Erfindung der Musikdose geht auf den Genfer Uhrmacher Antoine Favre-Salomon zurück, der 1796 das Prinzip der klingenden Stahlzunge für eine musizierende Taschenuhr anwendete (hier deutet sich der Ursprung für den Begriff „Spiel-Uhr“ an).

## Das Prinzip der klingenden Stahlzunge
Jede Tonzunge musste einzeln angefertigt, abgestimmt und dann auf den Zungenbalken aufgeschraubt werden. Dies war eine ausgesprochen mühselige Arbeit. Wenige Jahre später gelang es, vier bis fünf Tonzungen in einem Stück Stahlblech vereint anzufertigen, was bereits eine bemerkenswerte Verbesserung war. Diese Musikdosen bezeichnet man als Segmentmusikdosen. 1814 erfand François Lecoultre (1782–1829) in Genf den Spielkamm in einem Stück. Lecoultres Onkel und dessen Sohn arbeiteten an Verbesserungen.
Der Spielkamm oder Tonkamm ist ein Federstahlkamm mit abgestuften Zinkenlängen, den Tonzungen. Jede Tonzunge wird durch spanabnehmende Dimensionierung auf einen bestimmten Ton abgestimmt. Ein sich drehender Zylinder (die Tonwalze), der mit eingeschlagenen Stahlstiften besetzt ist, reißt diese Zungen an und bringt sie zum Schwingen, wobei durch die Anordnung der Stifte eine bestimmte Melodie entsteht. Der Tonkamm besitzt in der Regel mehrere Zungen der gleichen Note nebeneinander, um zu verhindern, dass bei schnell aufeinanderfolgenden gleichen Noten die Zunge der gewünschten Note erneut angerissen werden muss. 
Die Berührung eines nachfolgenden Stahlstiftes mit der kurz zuvor angerissenen, noch vibrierenden Zunge würde einen unerwünschten Klang erzeugen.
Während die meisten mechanischen Musikinstrumente Klangerzeuger besitzen, die auch in handgespielten Musikinstrumenten vorkommen, ist der Tonkamm ein speziell für mechanische Musikinstrumente konzipierter Klangerzeuger. 
Das Klangbild der Spieldosen ähnelt dem eines Spinetts.
Die Spieldose trat einen Siegeszug um die ganze Welt an. Es gab und gibt sie in zahlreichen Ausführungen: als Spieldose im Holzkasten, als Spieluhren, eingebaut in Schmuckkästchen oder in Dosen mit tanzenden Puppen usw. 
Die Bauart und das Volumen des das mechanische Spielwerk enthaltenden Kastens beeinflussen die Klangfarben und die Lautstärke der Spieluhr.
Schweizer Spieldosen fanden weite Verbreitung und wurden weltweit exportiert. Ein großer Nachteil der Walzenspieldosen war ihr begrenztes Musikstückrepertoire. Oft spielte eine Walze nur sechs Stücke. Da die Walzen noch nicht austauschbar waren, musste man – war man dieser Stücke überdrüssig – eine neue Spieldose kaufen.

## Plattenspieldose
In Leipzig-Gohlis erfand 1886/87 Paul Lochmann die Plattenspieldose. Dadurch war eine starke Konkurrenz zu den Walzen-Spieldosen entstanden, denn diese Erfindung vereinigte den Vorteil der Austauschbarkeit der Informationsträger mit bedeutend geringeren Herstellungskosten. Die Fabrikation einer Blechplatte war um einiges einfacher und billiger als das zeitraubende Besetzen mit Stiften einer Walze.
Durch eine spezielle Technik gelang es, in runde Stahlplatten Haken zu stanzen. Alle in gleicher Entfernung vom Mittelpunkt angeordneten Haken sind dabei einer Note zugeordnet. Die Haken treiben beim Abspielen ein spitzzahniges Rad an, welches seinerseits die zugeordnete Tonzunge des Kammes anreißt und so den gewünschten Ton erzeugt. Auf diese Weise konnte der Kamm waagerecht liegen und war einigermaßen vor Beschädigungen, unter anderem durch defekte Platten, geschützt.

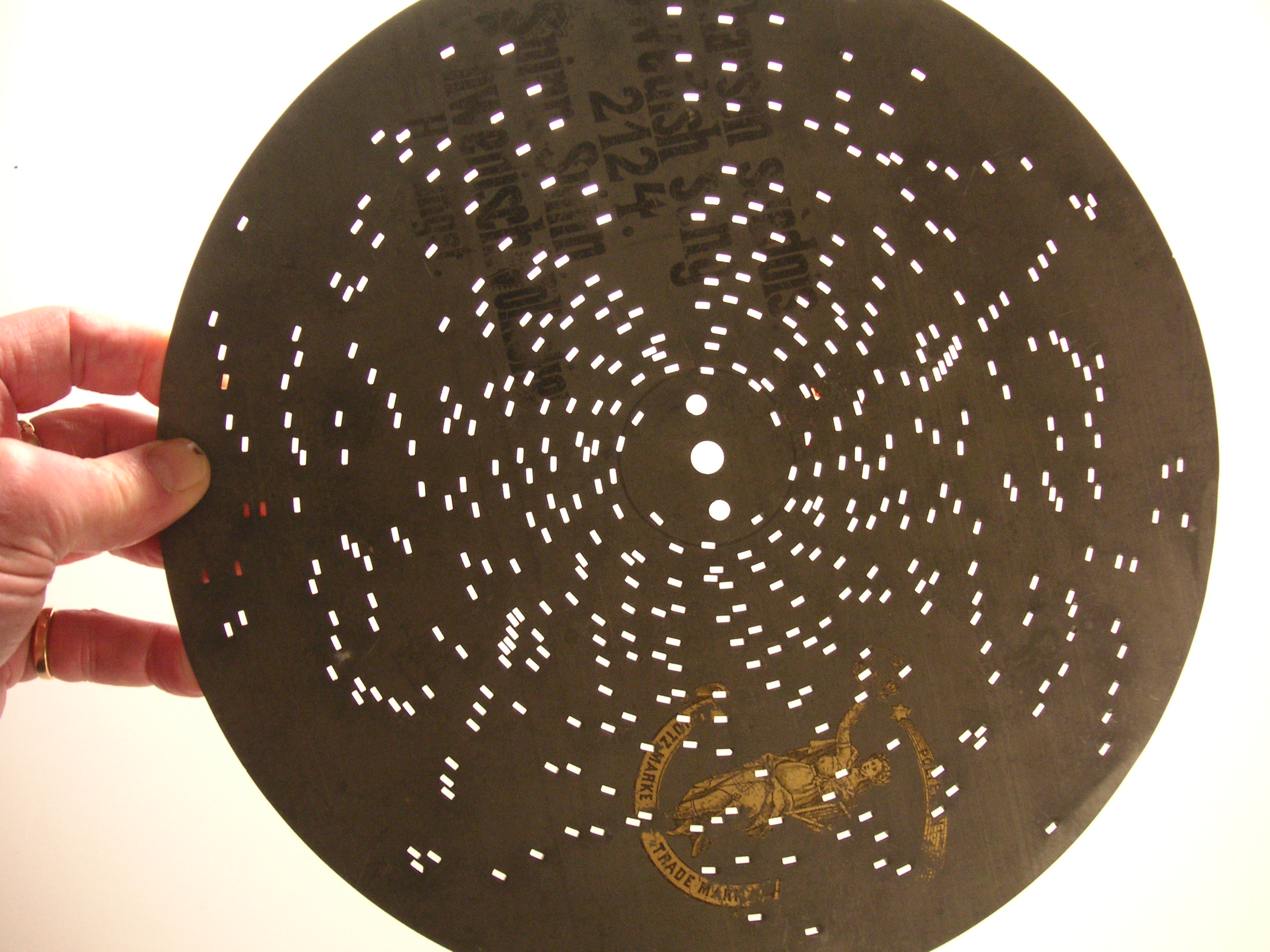
Lochplatte zum Polyphon
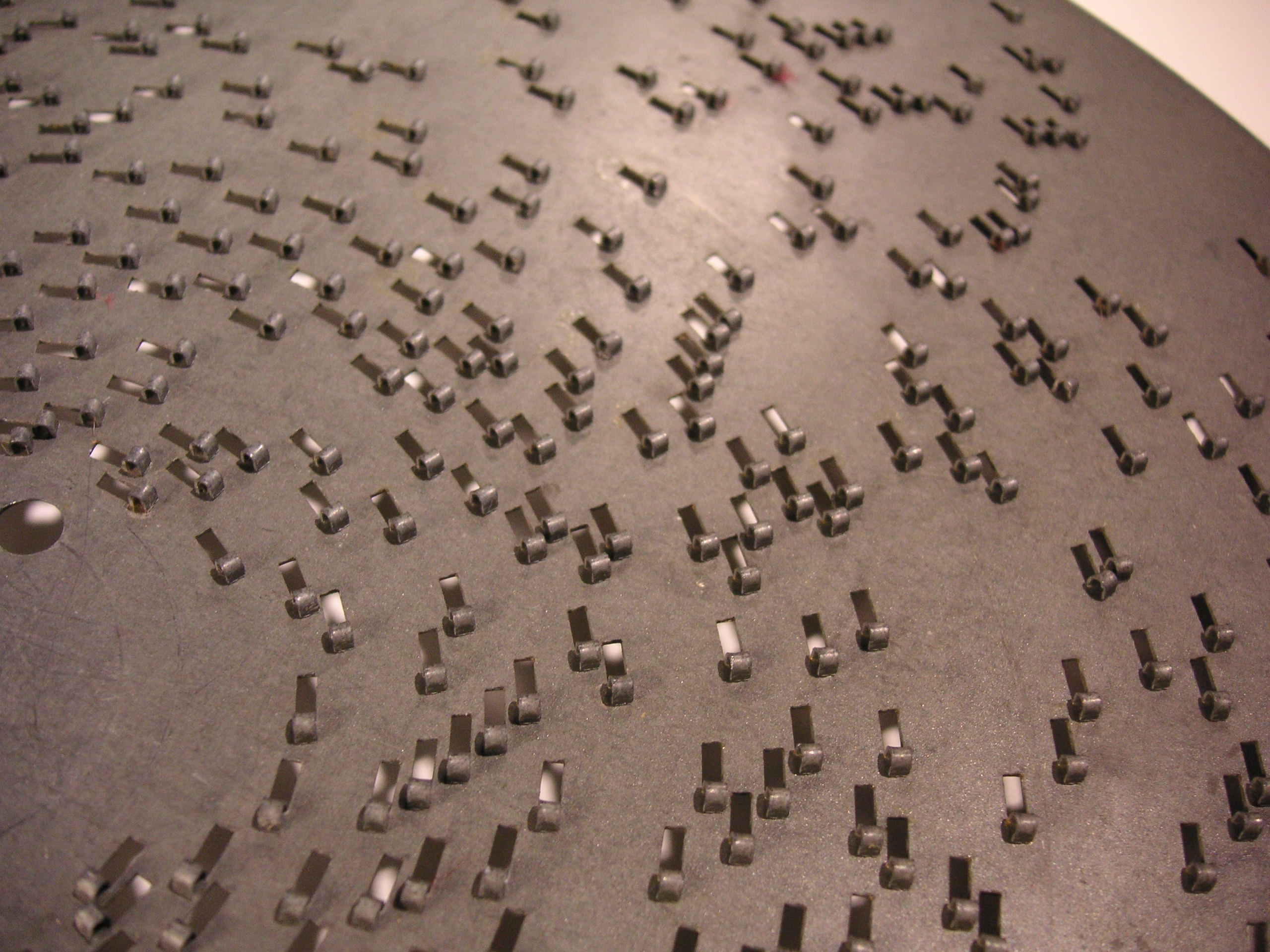
Lochplatte, Unterseite

Die Platten konnten einfacher ausgewechselt werden als die Zylinder einer Zylinderspieldose, sodass zu einer Plattenspieldose eine individuelle Plattensammlung angeschafft werden konnte. Allerdings kann eine Platte, im Gegensatz zu einem Zylinder, bauartbedingt nur eine Melodie abspielen.
Plattenspieldosen hatten, wie auch die späteren ersten Grammophone, starke Federwerke als Antrieb. Die Drehzahl wurde durch einen Fliehkraftregler gleichbleibend gehalten. Der Aufzug erfolgte mit einer aufsetzbaren Kurbel. Oft war ein Steuerhebel vorhanden, mit dem zwischen einmaligem und wiederholtem Abspielen umgestellt werden konnte.
Platten- und Zylinderspieldosen sind Musikinstrumente, aber chronologisch betrachtet Vorläufer der Grammophone, welche Wiedergabegeräte sind.
Plattenspieldosen wurden vor allem in Deutschland und den USA produziert. Die Schweiz nahm die Entwicklung etwas später auf. Sie konnte zwar quantitativ nicht mit den oben genannten Nationen mithalten, entwickelte aber die Qualität des Instruments durch einige raffinierte Patente weiter. Im Zeitalter der beginnenden Industrialisierung – ab etwa 1880 – wurden diese Plattenspieldosen zu Hunderttausenden hergestellt und so preisgünstig angeboten, dass sie für jedermann erschwinglich waren.
Das Deutsche Reich entwickelte sich – neben den USA – zum bedeutendsten Exportland für mechanische Musikinstrumente.

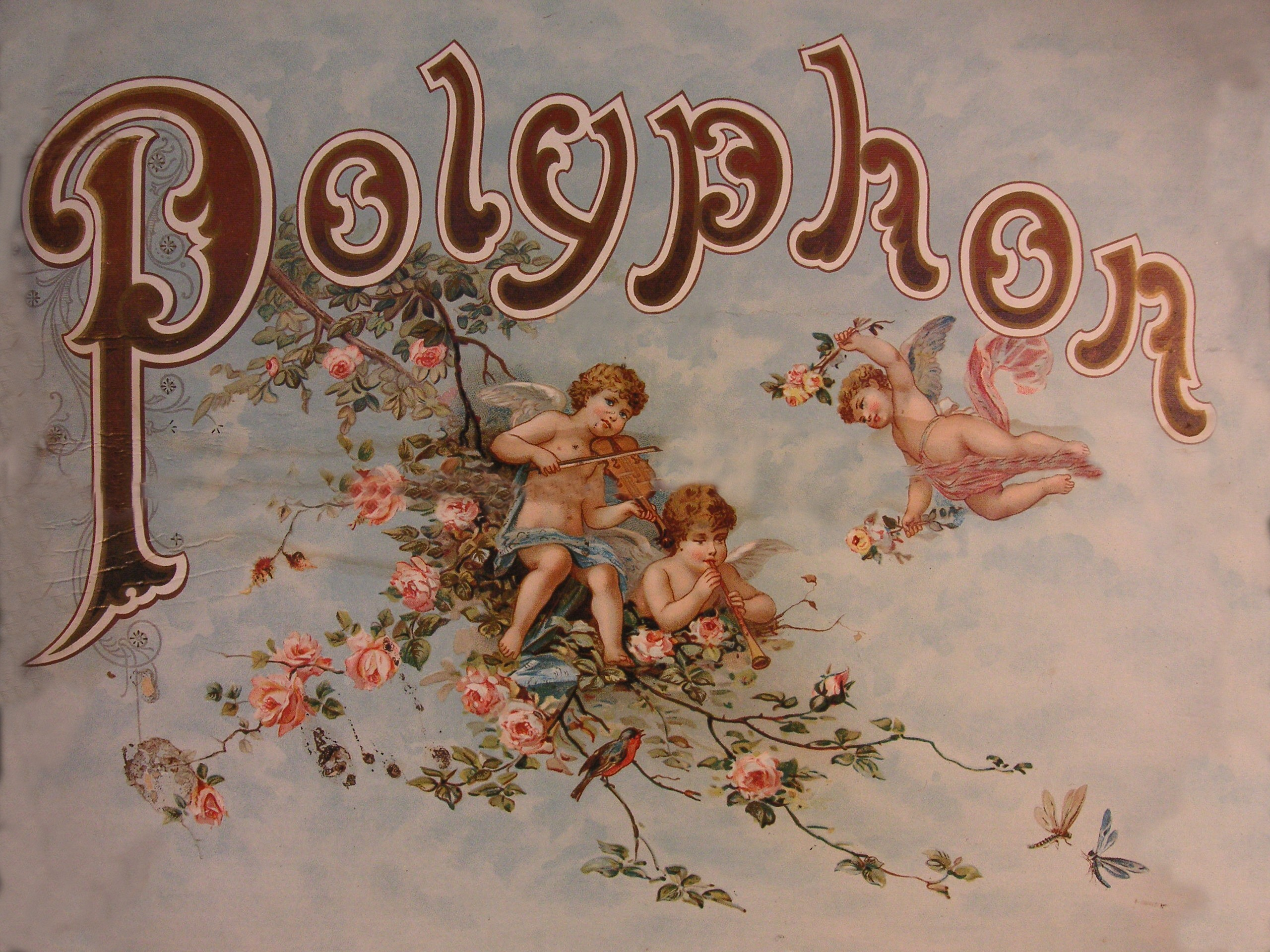
Illustration im Deckel einer Lochplattenspieldose
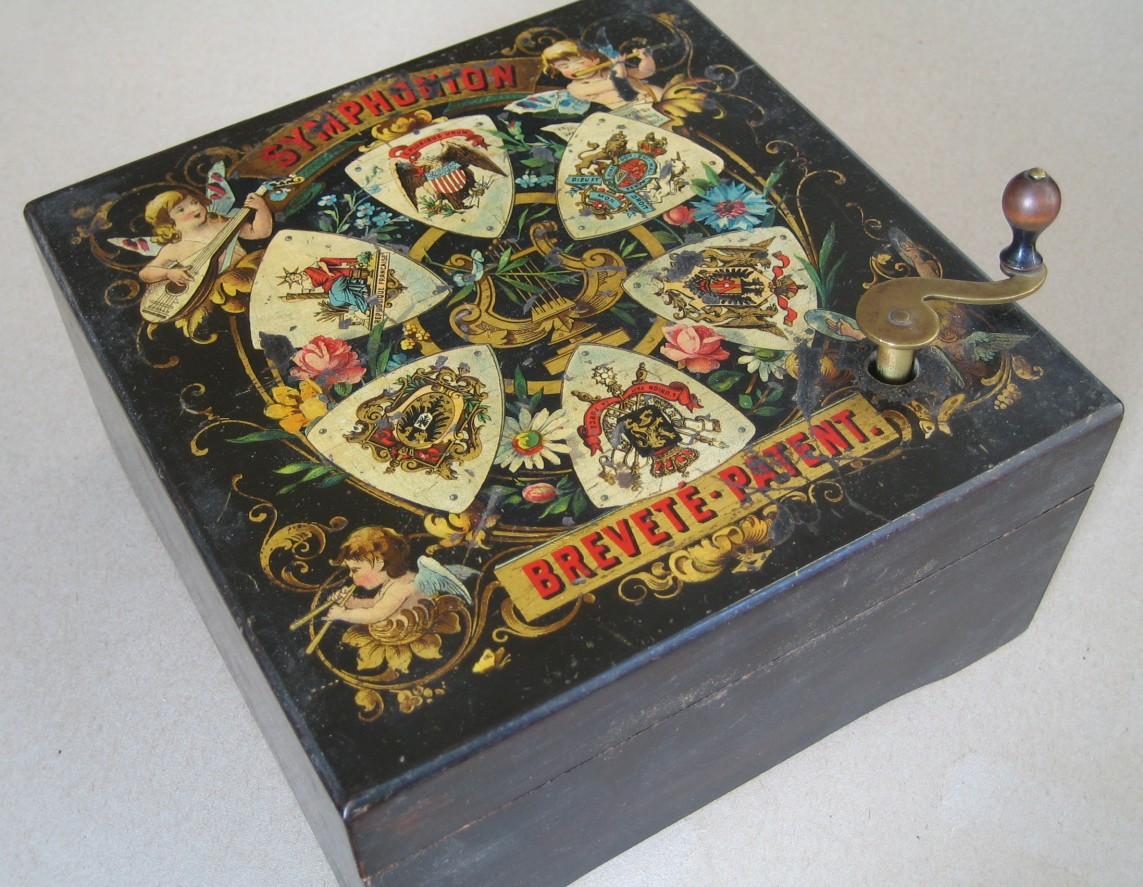
Platten-Spieldose, Kantenlänge 16,5 cm
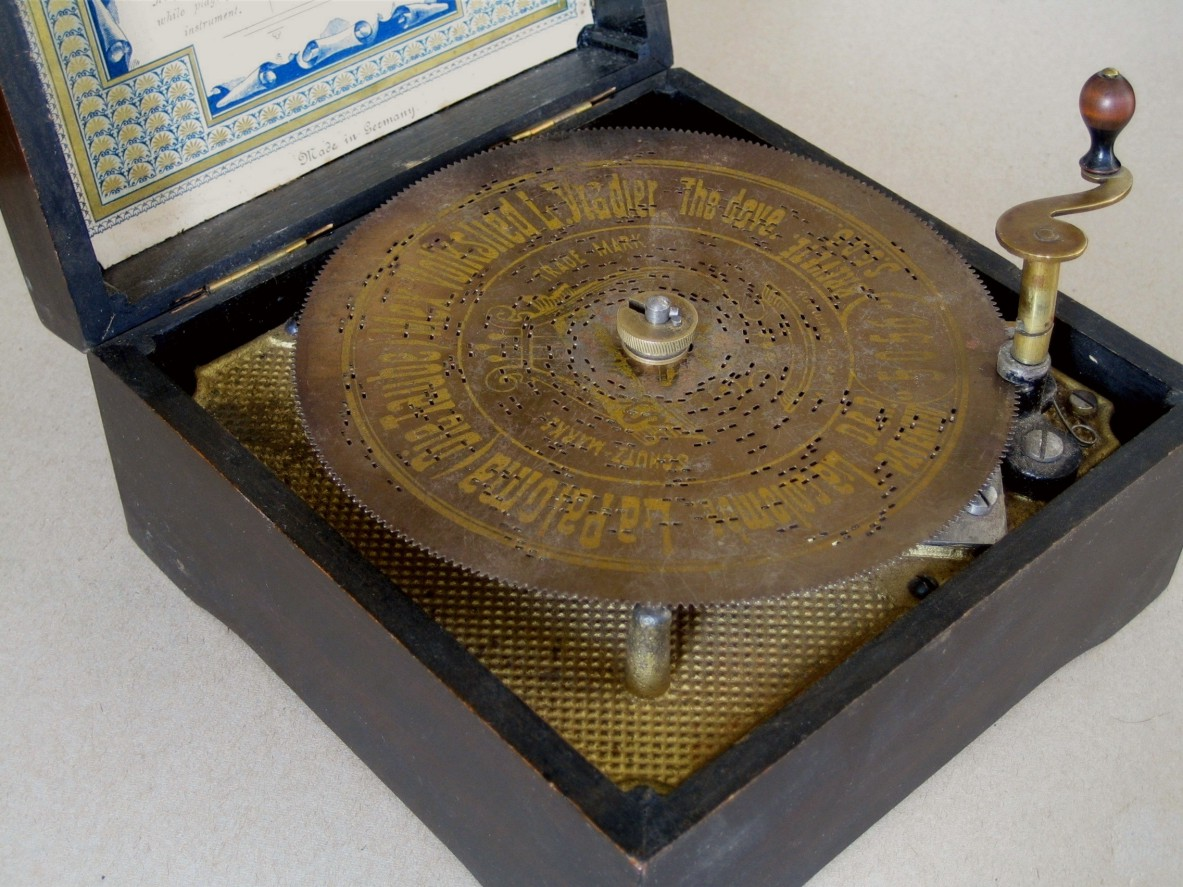
Platten-Spieldose
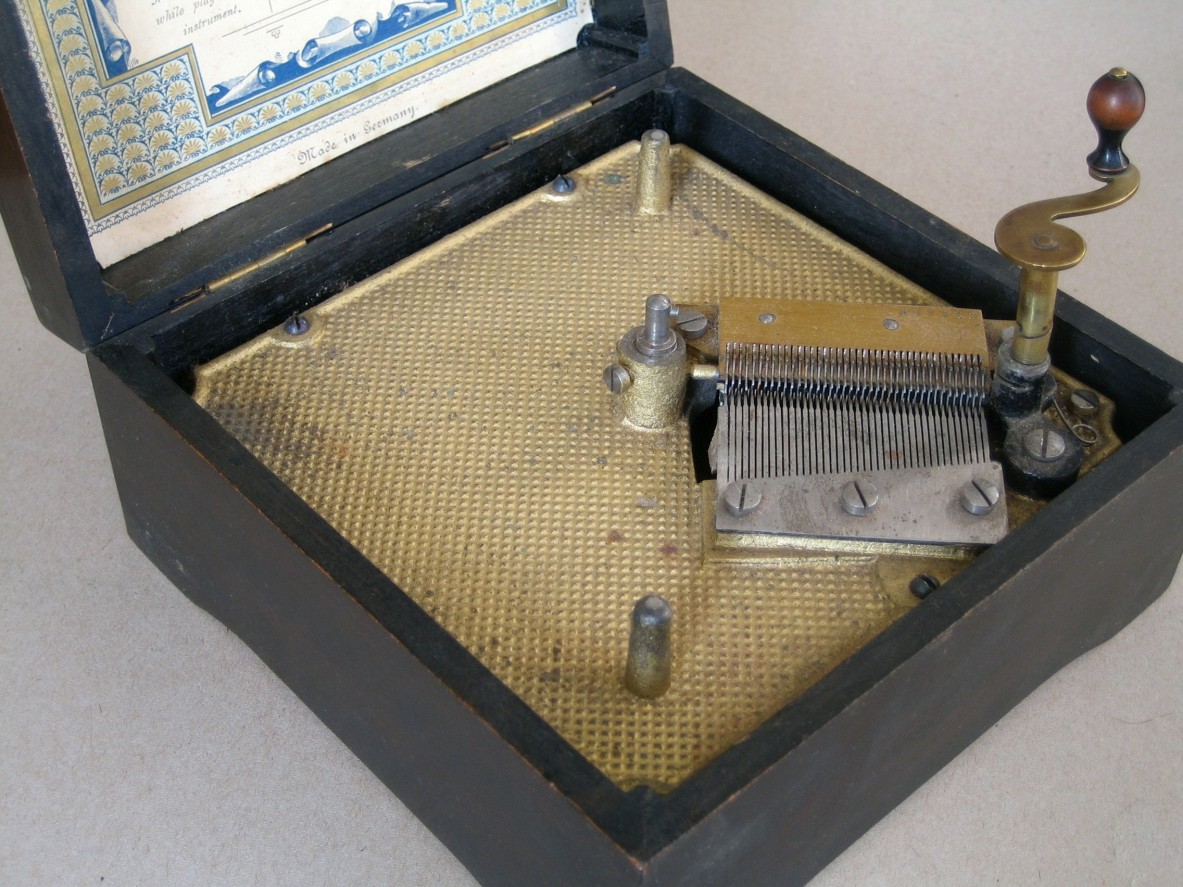
Platten-Spieldose
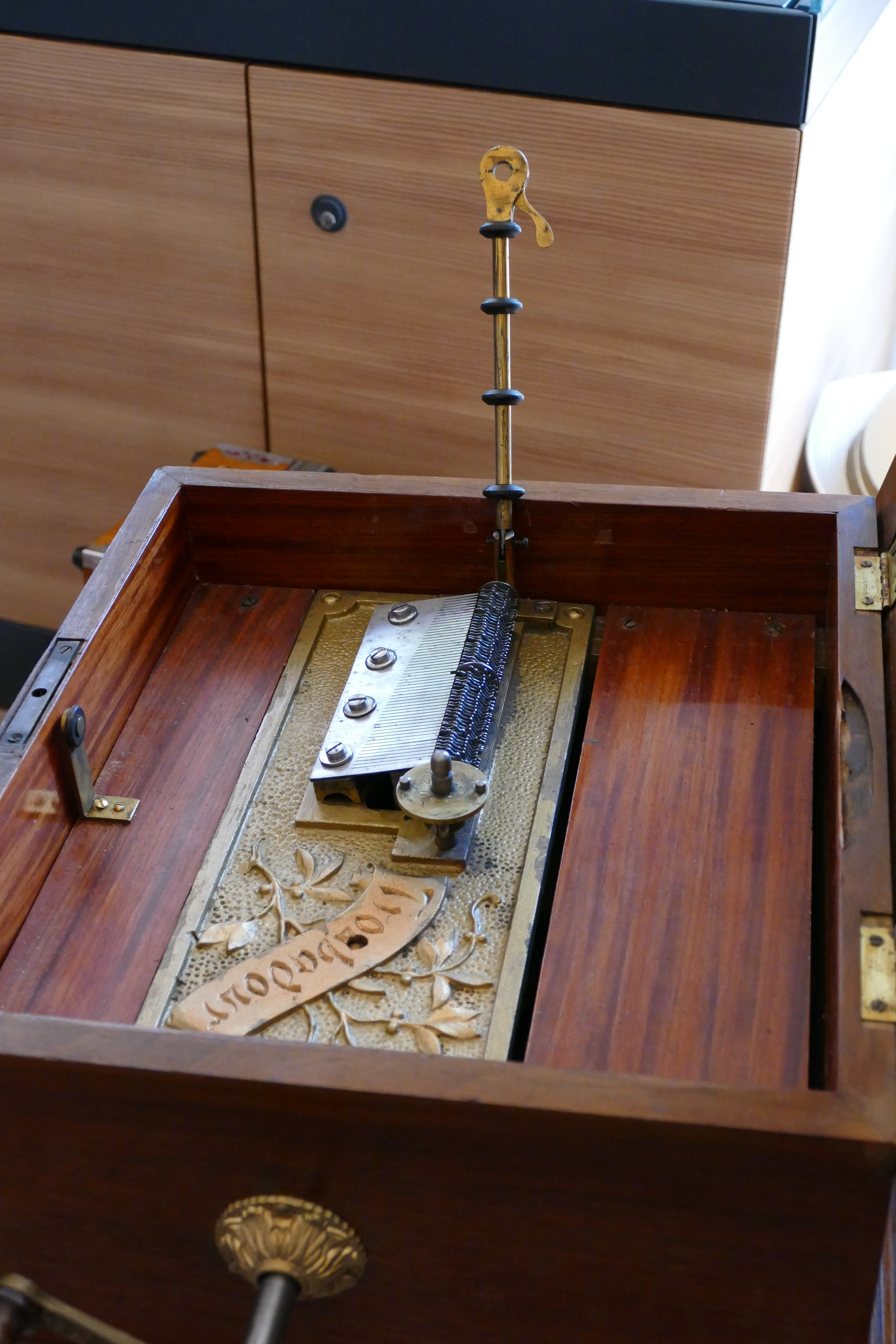
Platten-Spieldose
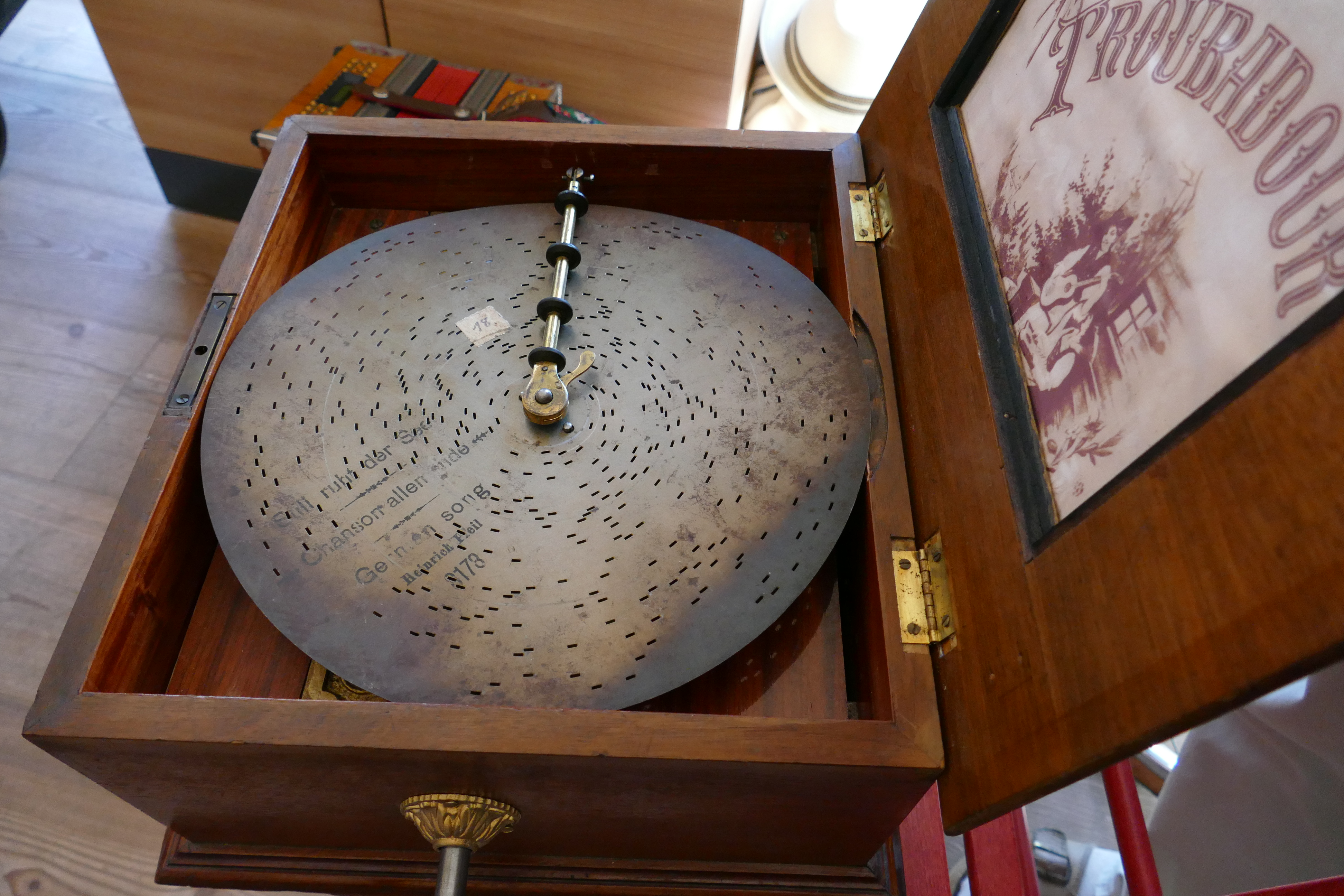
Platten-Spieldose

## Walzenspieldose

### Datierung
In der zumeist englischsprachigen Literatur über mechanische Musikinstrumente finden sich vielerlei Hinweise zur Datierung von Walzenspieldosen. Hier soll der Versuch gemacht werden, diese Informationen zusammengefasst darzustellen.
Die Erfindung der Walzenspieldose wird Antoine Favre aus Genf zugeschrieben, der 1796 ein Spielwerk in einer Zinndose, basierend auf Zungenkamm und Stachelrad einbaute. In den folgenden Jahren wurden Spielwerke dieser Art in Siegelringen, Taschenuhren, Schnupftabakdosen, Necessaires und in größerer Form auch in Sockel von Tischuhren eingebaut. Erst ab etwa 1820 wurden Walzenspieldosen in der Form gebaut, wie sie heute bekannt sind. Sie sind an ihrem schlichten Gehäuse zu erkennen, das nicht furniert ist. Der Kamm besteht nicht aus einem Stück, sondern aus einzeln verschraubten, später aus Gruppen mit zwei bis fünf Zungen. Der einteilige Kamm war vor 1820 nur vereinzelt zu finden, verdrängte aber im Laufe der Zeit immer mehr den Kamm aus einzelnen Zungen oder Zungengruppen.
Ab etwa 1850 wurde nur noch der einteilige Kamm eingebaut. Die Walzenspieldosen aus dieser Zeit zeichnen sich durch kleine Gehäuse aus, die kaum größer sind als das Spielwerk, sie bieten zumeist vier, höchstens sechs Musikstücke. Die Grundplatte besteht immer aus Messing. Um 1840 begann die industrielle Fertigung von Walzenspieldosen, das heißt, es wurden größere Stückzahlen produziert. Um konkurrenzfähig zu bleiben, mussten Verbesserungen angeboten werden – wie zum Beispiel das Hinzufügen von Glocken und Trommeln.
Zu Beginn wurde diese „Zusatzinstrumentierung“ versteckt unter dem Spielwerk eingebaut, später war sie dann sichtbar zumeist hinter der Walze angebracht. Ab 1870 wurde die polierte Messinggrundplatte durch eine gerippte Gusseisenplatte abgelöst, die mit Bronze- oder Silberfarbe lackiert war.
Die wohl bekanntesten Hersteller von Walzenspieldosen waren die Gebrüder Nicole (Nicole Frères). Sie produzierten von 1815 bis 1903 Walzenspieldosen von gleichbleibend hoher Qualität, die alle mit dem Namen Nicole Frères im Kamm gekennzeichnet sind und eine Seriennummer in der Grundplatte tragen. Auf Grund dieser Seriennummer lassen sich Walzenspieldosen von Nicole Frères leicht datieren. Leider findet man von keinem anderen Hersteller so genaue Daten über ihre Produktion.
| Seriennummer bis | Jahr bis |
| ---------------- | -------- |
| 19.000           | 1839     |
| 25.000           | 1843     |
| 27.000           | 1845     |
| 29.000           | 1847     |
| 35.000           | 1860     |
| 38.000           | 1861     |
| 40.000           | 1863     |
| 41.000           | 1870     |
| 43.000           | 1872     |
| 44.000           | 1880     |
| 46.000           | 1882     |
| 50.000           | 1888     |
| 52.000           | 1903     |

Hilfsmittel zur Datierung können auch Opern- oder Musikführer sein, die den Zeitpunkt der Erstaufführung des entsprechenden Werkes angeben. Darüber kann z. B. bei Oper- und Operettentiteln auf das frühestmögliche Baujahr der Spieldose geschlossen werden.

### Geschichte und Technik

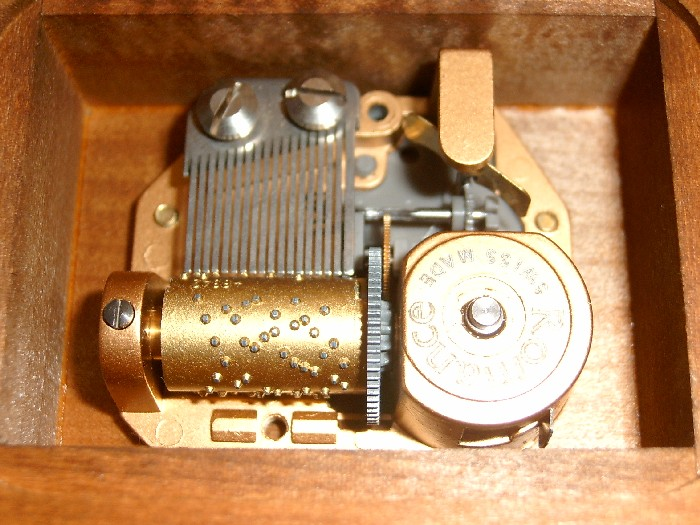
Werk einer Walzen-Spieldose

Die durch ein unabhängiges Triebwerk bewegte Stiftwalze setzte sich im Laufe der Zeit mehr und mehr durch. Immer größere Spieldosen wurden gebaut, die nicht nur ein, sondern bis zu vier Federwerke aufwiesen. Dadurch wurde die Laufdauer der Musikdosen pro Aufzug stark erhöht. Stiftwalzen haben auch den Vorteil, dass man sie seitlich verschieben kann. Das ermöglicht das Aufzeichnen mehrerer Melodien auf derselben Walze.
Es gibt Zylinder, auf denen bis zu 20 Melodien gestiftet sind. Eine solche Vielzahl stellt allerdings eine Ausnahme dar. Die Anzahl der benötigten Stifte schwankt je nach Größe und Durchmesser eines Zylinders zwischen 100 und bis zu 30.000, ja sogar 40.000 Stück.
Eine raffinierte Neuerung war die so genannte Pianoforte-Spieldose. Um das Jahr 1840 führte man diese Spieldosen mit zwei Kämmen ein. Der eine Kamm tönt dabei laut, während der andere leise klingt. Erreicht wurde dies dadurch, dass die Tonzungen des Pianokamms dünner gemacht wurden, wodurch sie weicher und leiser klingen, und weil man zwei separate Kämme hat, kann auch der eine stärker abgeriegelt werden als der andere, und das mit gleich langen Stiften. Die Kämme wurden abwechselnd gespielt, was beachtliche Klangeffekte ergab. Bei besonders lauten Stellen des Musikstücks ließen sich beide Kämme zugleich anreißen.
Eine aufwändigere Methode, um einen ähnlichen Effekt zu erreichen, ist, für den einen Kamm für die Forte-Passagen längere Stifte zu benutzen als für die Piano-Passagen. Weil die Forte-Stifte länger sind, klingt der Ton später; um das zu korrigieren, wurden diese Stifte nach vorne umgebogen.
Ein großer Vorteil dabei ist, dass jede Tonzunge leise oder laut klingen kann. Letztendlich hat sich aber das Zwei-Kämme-System durchgesetzt, weil diese Methode weniger aufwändig war.
Bald wurden in die Musikdosen noch Zusatzinstrumente eingebaut. Beliebt war der Einbau eines zusätzlichen Glockenwerks. Die Glocken wurden von einem separaten Kamm – ebenfalls über die Walzenstifte – gesteuert. Erfolgreich war auch die Kombination mit einer Harmonika. Bei diesen Modellen befanden sich durchschlagende Zungensektionen in der Mitte des Tonkamms. Dazu war ein spezielles Gebläse nötig, welches durch dasselbe Federwerk angetrieben wurde, das auch die Stiftwalze drehte (Schöpfbälge). Sehr häufig wurde ein zu- und abschaltbarer Zither-Effekt eingebaut. Dazu wurde über eine entsprechende Mechanik eine spezielle Papierrolle ganz leicht auf den Tonkamm gepresst. Dies ist erkennbar an einem Metallstreifen über dem Tonkamm. Dem Erfindungsgeist waren offensichtlich keine Grenzen gesetzt. Zum Schluss wurden ganze Orchesterspieldosen gebaut. Zudem kam man auf die Idee, die „Puppen tanzen zu lassen“. Manche Modelle ließen nach Münzeinwurf zur Melodie kleine Püppchen im Kreise tanzen.
Ungefähr 1850 kamen die ersten Spieldosen mit auswechselbaren Walzen in den Handel. Dadurch erhielt der Käufer die Möglichkeit, auch später noch weitere Walzen mit neuen Melodien nachzubestellen. Diese auswechselbaren Walzen wurden gesondert für ein bestimmtes Spieldosenmodell angefertigt und mit diesem auch geliefert. Eine Austauschbarkeit mit den Walzen anderer Spieldosen war nicht gegeben. Mit austauschbaren Walzen befasste sich hauptsächlich die Firma Mermod Frères. Sie legte schließlich Wert darauf, dass man die Walzen in allen Spieldosen derselben Bauart abspielen konnte. Ganz ausgeklügelt war das System der Revolver-Spieldose. Ähnlich einem Patronenlager waren hier drei, vier oder sechs Walzen kreisrund angeordnet. Waren die sechs Melodien pro Walze abgespielt, drehte sich der Mechanismus um eine Walze weiter.
Man stellte auch Spieldosen mit zwei Zylindern her – zur Fertigung solcher Duplex-Dosen war ganz besondere Präzision notwendig. Um auch Melodien spielen zu können, deren Länge mehrere Umdrehungen einer Walze benötigte, erfand man die so genannte Plerodinique-Spieldose. Hier ist der Zylinder in der Mitte geteilt (eigentlich also zwei Walzen). Die seitliche Verschiebung der beiden Walzenteile geschieht nicht gleichzeitig, sondern in einem bestimmten zeitlichen Abstand. Während eine Walze spielt, wird die andere seitlich verschoben. So können Melodien mit bis zu sechs Umgängen ohne Unterbrechung abgespielt werden.
Weitere Beispiele für die zahlreichen Erfindungen jener Zeit:
- Der so genannte „Fallschirm“, der bei einem Zahnradbruch das Werk sofort blockiert und zum Stillstand bringt, um weitere Beschädigungen zu vermeiden. (Jacot’s safety check – patented 22. sept. 1886)
- Der mechanische Geschwindigkeitsregler für eine stufenlose Veränderung der Geschwindigkeit.

Große Musikdosen wurden zu Zehntausenden, kleinere zu Hunderttausenden für Abnehmer in vielen Ländern der Welt gefertigt. Kunden in England, Russland, Amerika, im Kaiserreich China, Indien und im Orient gehörten zu den Abnehmern der begehrten schweizerischen Spieldosen. So wurden selbstverständlich auch chinesische oder indische Musikstücke auf die Walzen gestiftet beziehungsweise die Stimmung daran angepasst.
Später baute man Musikwerke – speziell die späteren Platten-Spieldosen – in Münzautomaten, um sie in Wartesälen und öffentlichen Lokalen aufzustellen. Es waren die Vorläufer der späteren (Schallplatten-) Musikboxen der 1950er und 1960er Jahre.
Mit den elektrischen Klavieren, Orchestrionen, besonders jedoch mit dem Aufkommen des Phonographen ging die große Spieldosenindustrie um das Jahr 1923 nieder. Die Krisenzeit der 1930er Jahre überlebte sie jedoch – wenn auch in kleinerem Rahmen –, sodass auch heute noch Spieldosen gefertigt werden.
Am selben Ort, an dem früher für Fürsten, Kaiser und Könige Musikdosen hergestellt wurden, werden immer noch Spieldosen in großer Zahl und Auswahl hergestellt. Sainte-Croix in der Schweiz ist auch heute noch ein Begriff für viele begeisterte Kunden in der ganzen Welt.

### Komponenten

#### Tonkamm

##### Die Tonzungen
Bei den ersten Spieldosen setzte man die einzelnen Stahlzungen nebeneinander auf eine Platine. Später wurden mehrere Tonzungen jeweils zu Kammabschnitten zusammengesetzt. Bereits um das Jahr 1814 fertigte LeCoultre den Tonkamm aus einem Stück an. Dieser Stahlkamm erleichterte die Montage. Außerdem ließ sich so ein reinerer und kräftigerer Ton erreichen. Der Kamm aus einem Stück setzte sich nach dem Jahre 1830 durch. Mit zunehmend tieferem Ton vergrößerte sich die Länge der Tonzungen. Für Basstöne ergaben sich so unhandlich lange Zungen, so dass man die Spielwerke hätte in großen Kästen unterbringen müssen. Eine Abhilfe war das Anlöten von Bleigewichten unter die Tonzungen, womit sich deren Länge bedeutend verkürzen ließ und dennoch die gewünschten Bassnoten erzeugt werden konnten.

##### Die Dämpfer
War während des regulären Spiels eine Tonzunge von einem Stift abgeglitten, so führte diese bestimmungsgemäß Schwingungen aus. Nun konnte es bei zwei aufeinanderfolgenden gleichen Noten (= Stifte auf der Walze) vorkommen, dass sich kurz nach dem ersten Stift ein zweiter Stift der noch schwingenden Tonzunge näherte. Beim Zusammentreffen von schwingender Tonzunge und Stift kam es dann zu einem unangenehmen kratzenden Geräusch. Dieses unangenehme Kratzgeräusch ließ sich vermeiden, wenn man bei Annäherung des zweiten Stiftes an die noch schwingende Tonzunge diese erst einmal auf sanfte Weise stillsetzte.
Dazu diente der so genannte Dämpfer. Dieser bestand in der Regel aus einem feinen und recht biegsamen Draht (Dämpferfeder aus flachem Stahl), den man in eine Bohrung an der Unterseite der Tonzunge einsetzte und mit einem Stift sicherte. Die Tonzungen für die hohen Töne konnten ohnehin nur kurzzeitige Schwingungen ausführen, so dass hierfür keine Dämpfer nötig waren. Oft hatten drei Viertel aller Tonzungen Dämpfer. Die Dämpfer mit einer Drahtfeder (Stahlfeder) kamen um das Jahr 1815 auf.
Bei den winzigen Tonzungen von Miniaturspieldosen war das Anbringen von Bohrungen für das Einstecken von Dämpferfedern, die hier außerordentlich dünn sein mussten, kaum möglich. Man schnitt daher kleine Streifen aus Geflügelfedern aus und befestigte diese mit Siegellack an der Unterseite der Zungen. Heute werden als Dämpfer in der Regel schmale dünne Kunststoffstreifen unter die Tonzungen geklebt.

#### Antrieb
Als Antrieb dient zum Beispiel ein Handkurbeltrieb, meist wurden und werden jedoch Federwerke verwendet. In vereinzelten Fällen werden zwei Federhäuser in Serie geschaltet (doppelte Anzahl möglicher Umdrehungen) oder parallel geschaltet (doppelte Kraft). Einfache Federwerkspieluhren verfügen nicht über eine Sperre, mit der der Antrieb gestoppt bzw. gestartet werden kann. Sie beginnen zu laufen, sobald die Feder ausreichend aufgezogen ist und bleiben stehen, sobald sie sich entspannt hat. Dadurch beginnt bzw. endet das Spiel oft mitten in der Melodie. Bei besseren Modellen wird das Werk nach einmaligem Abspielen der Melodie(n) angehalten. Die Feder ist hierbei meist so berechnet, dass das Werk nochmals spielen kann, ohne vorher erneut aufgezogen worden zu sein. Dies ist z. B. bei Uhren wichtig, die über eine eingebaute Spieluhr verfügen, die immer zu einer bestimmten Zeit (etwa jeder vollen Stunde) ausgelöst wird.

##### Aufzug
Um das Federwerk einer Musikdose aufzuziehen, dienten anfänglich Schlüssel mit einem Innenvierkant (Aufziehschlüssel wie bei Uhren), ab 1875 ein hin und her zu bewegender Hebel (Rätschenaufzug). Musik spielende Kuscheltiere besitzen oft einen Aufzugsfaden mit einer Perle am Ende.
Federwerkantriebe benötigen eine Hemmung, sie besteht bei Walzenspielwerken jedoch meist lediglich aus einer aerodynamischen Bremse, dem Windfang.

##### Windfang
Damit sich die aufgezogene Feder nur langsam entspannt, wird meist ein Windfang verwendet. Die erwünschte Hemmung geschieht hier über den Luftwiderstand. Über ein Getriebe wird der Windfang mit hoher Drehzahl (in der Regel 2.000 Umdrehungen pro Melodie à 50 Sekunden, d. h. etwa 2.400/min) betrieben. Man unterscheidet zwischen starren und verstellbaren Windflügeln. Die verstellbaren Windflügel werden durch Federn, die im Gleichgewicht mit der bei der Drehung auftretenden Fliehkraft stehen, in ihrer Lage gehalten. Während der Drehbewegung werden die fest mit den Hebelarmen verbundenen Windflügel durch die Fliehkraft entgegen der Federwirkung nach außen gedrückt. Ist die Hauptantriebsfeder nach dem Aufziehen zunächst stark gespannt, so dass sie die Stiftwalze in eine sehr schnelle Umdrehung bringen möchte, so sind die Windflügel stark auseinandergezogen. Der dann hohe Luftwiderstand liefert eine starke Bremswirkung, so dass die Stiftwalze nun nicht wesentlich schneller umläuft als bei schon stark entspannter Aufzugsfeder.
Der Windfang heutiger Spieldosen hat fast immer lediglich starre Windflügel, daher nimmt die Spielgeschwindigkeit mit dem Entspannen der Antriebsfeder kontinuierlich ab.
Eine Ausnahme bilden moderne Spieluhren, bei denen die Abspielgeschwindigkeit über einen Fliehkraftregler geregelt wird: Die Gewichte des Reglers bestehen dabei aus relativ weichem Gummi und sind asymmetrisch mit Stegen an der Drehachse befestigt. Je nach Rotationsgeschwindigkeit berühren die Gewichte durch die asymmetrische Anbindung mit mehr oder weniger starkem Andruck eine konzentrisch angeordnete Bremsbahn – die Geschwindigkeit bleibt einigermaßen konstant.

#### Stiftwalze
Ursprünglich verwendete man als Stiftwalze ein dünnes Messingrohr. Nach dem Markieren wurden die einzelnen Stiftlöcher gebohrt und die Stifte per Presssitz eingesetzt. Um das Jahr 1815 wurde die Befüllung des Walzeninnenraums verbessert: Die Masse bestand aus Harz, Teer und Steinstaub. Damit konnten die Stifte besser gegen Herausfallen gesichert werden. Die Spieldose erreichte dadurch zudem einen volleren Klang.

##### Der Spielsteller
Die Stiftwalzen konnten mittels mehreren Stiftreihen mit vier bis zwölf Melodien bestückt sein. Zum Wechseln der Melodie war die Walze in axialer Richtung zu verschieben. Dazu diente der Spielsteller. Man stellte einen Wählhebel auf die Nummer der gewünschten Melodie. Mittels einer entsprechenden Mechanik wurde dadurch die Walze axial verschoben und die entsprechende Melodie abgespielt.

##### Bestiftung in mehreren Reihen
Um mehrere Melodien auf der Walze unterbringen zu können, wurden mehrere Stiftreihen gesetzt. Oft waren es acht bis zwölf Stiftreihen, mitunter sogar mehr. Nach einer axialen Verschiebung der Walze konnte eine andere Stiftreihe abgetastet und somit auch eine weitere Melodie gespielt werden.

##### Schraubenförmige Bestiftung
Bei der schraubenförmigen Bestiftung wurde die Walze während des Spiels – geführt durch ein Schraubgewinde – kontinuierlich axial verschoben, um Melodien abzuspielen, die mehr als eine Walzenumdrehung beanspruchten. Diese Walzen kamen jedoch relativ selten vor.

##### Spieldosen mit mehreren Walzen (Plerodinique-Spieldose)
In der Absicht, lange Musikstücke wiederzugeben, wurden diese Spieldosen mit zwei Walzen bestückt, bei denen die Melodiefolge nach dem Abspielen der ersten Walze kontinuierlich auf die zweite überging. Man sprach hier von der Plerodinique-Spieldose.
Darüber hinaus gab es die Revolverwalzen-Spieldose mit vier oder sechs Walzen, die jeweils automatisch in Anreißposition gebracht wurden.

### Das Gehäuse
Das Gehäuse hat einen entscheidenden Einfluss auf den Klang einer Spieldose – der Tonkamm allein vermag kaum Schallwellen abzugeben. Der schwere Metallrahmen, auf dem er zum Verringern der Dämpfung und der Vermeidung der mechanischen Kopplung der Tonzungen montiert ist, wird daher auf eine Holzwand montiert, die ihrerseits einen Resonanzboden wie auch bei Saiteninstrumenten bildet. Manche Kästen enthielten zusätzliche Resonanzräume, um die Wiedergabe tiefer Frequenzen zu verbessern.
Die ersten Spieldosengehäuse waren recht einfache und stabile Holzkästchen ohne Verzierungen. Sie sollten hauptsächlich das Spielwerk schützen. Die Gehäuse waren schmal und durch die mechanische Einrichtung nahezu ausgefüllt. Etwaige Stellhebel ragten an der Stirnseite aus dem Gehäuse heraus. Die Triebfedern wurden mit großen Uhrenschlüsseln aufgezogen. Um das Jahr 1835 dann lagen die Stellhebel innerhalb und waren durch eine Klappe nach außen abgeschlossen.
Mit dem Jahre 1840 begannen einige Hersteller, ihre Gehäuse zu dekorieren. Sie schmückten die Deckel mit Einlegearbeiten. Eine gerahmte Glasplatte im Kasteninnenraum bedeckte den Mechanismus. Diese wurde bald durch eine verglaste, mittels Scharnieren angeschlagene Klappe ersetzt. Die seitlich platzierten Bedienungselemente blieben dabei leicht erreichbar. Um das Jahr 1860 wurden die Gehäuse noch schmuckvoller gestaltet. Die Einlegearbeiten wurden kostbarer, und es wurden reich verzierte Messingbeschläge verwendet.

## Varianten

### Austauschbare Walzen

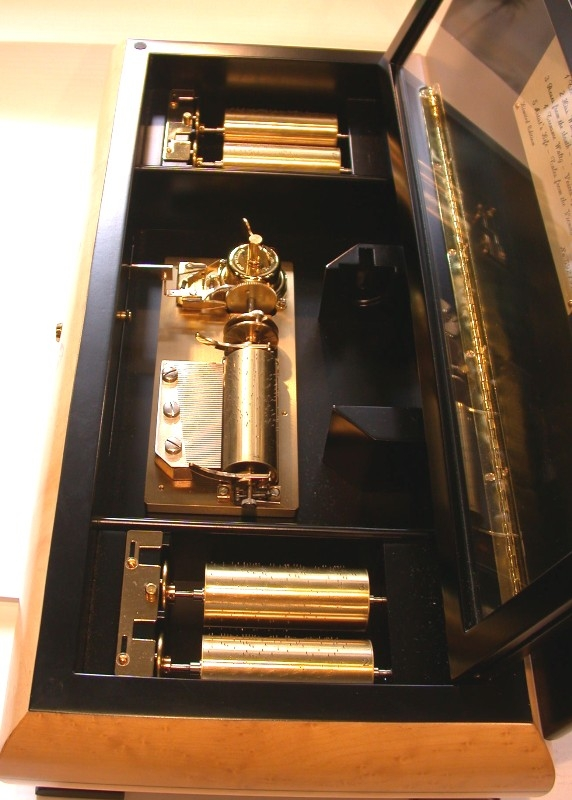
Spieldose mit 5 austauschbaren Walzen

Um das Jahr 1850 brachte man Spieldosen heraus, deren Walzen sich von Hand austauschen ließen. Diese Walzen wurden gesondert für eine bestimmte Spieldose angefertigt und mit dieser auch geliefert. Eine Austauschbarkeit mit den Walzen anderer Spieldosen war nicht gegeben. Mit austauschbaren Walzen befasste sich hauptsächlich die Firma Mermod Frères. Sie legte schließlich Wert darauf, dass man die Walzen in allen Spieldosen derselben Bauart abspielen konnte.

### Spieldosen mit zwei Kämmen
Um das Jahr 1840 führte man Spieldosen mit zwei Kämmen ein. Der eine Kamm tönt dabei laut, während der andere leise klingt. Erreicht wurde dies durch den Einbau von zwei Kämmen, deren Zungen unterschiedliche Masse-Federkraft-Verhältnisse aufweisen. Die Kämme wurden abwechselnd gespielt, was beachtliche Klangeffekte ergab. Bei besonders lauten Stellen des Musikstücks ließen sich beide Kämme zugleich anreißen. Um ein exakt gleichzeitiges Ansprechen zu erreichen, war eine besonders präzis ausgeführte Bestiftung nötig. Man nannte diese Spieldosen auch Piano-Forte-Spieldosen (piano = leise, forte = laut). Bekannte Hersteller waren die Firmen Nicole Frères, LeCoultre, Langdorff und Ducommon-Girod.

### Spieldosen mit Trommeln und zusätzlichen Glocken
Um das Jahr 1850 ergänzte man die Stimmenkämme mehr und mehr mit Glocken, die meist eine Halbschalenform hatten. Man brachte sie in der Spieldose am Rand der Grundplatte unter. Manchmal waren es bis zu 12 und mehr Glocken. Auch kleine Trommeln kamen hinzu. Die Glocken und Trommeln hatten jedoch eher Schaucharakter und waren von untergeordneter musikalischer Bedeutung, da sie klangqualitativ zu wünschen übrig ließen.

### Harmoniumspieldosen
Eine weitere Zusatzeinrichtung der Spieldose war ein kleines Harmonium mit Zungenstimmen. Über eine kleine Kurbel trieb hier die Hauptfeder zusätzlich einen Schöpfbalg an, der den Druckwind für die Zungenstimmen bereitstellte. Das kleine Harmoniumwerk lag hier in der Walzenmitte. Neben den Stiften waren auf der Stiftwalze in diesem Bereich auch Brücken vorhanden, da der Ton beliebig lange angehalten werden musste. Darüber hinaus gibt es einige wenige Spieldosen mit einem kleinen Flötenwerk anstelle des Harmoniums. Nicht selten ersetzte man dabei lange Bassflöten durch durchschlagende Zungen. Mit diesen Zusatzwerken versuchte man, ein kleines Orchester zu verwirklichen. Man spricht daher auch von Orchesterspieldosen.

### Spieldose mit Münzeinwurf
Geschäftstüchtige Restaurantbesitzer kamen auch auf die Idee, mit der Musikdarbietung von Spieldosen Geld zu verdienen. Also konstruierte man einen entsprechenden Münzeinwurf. Nach Einwurf des Geldes begann sich die Walze zu drehen. Es waren die ersten frühen Vorläufer der Schallplatten-Musikboxen der 1950/60er Jahre.

### Revolverspieldosen

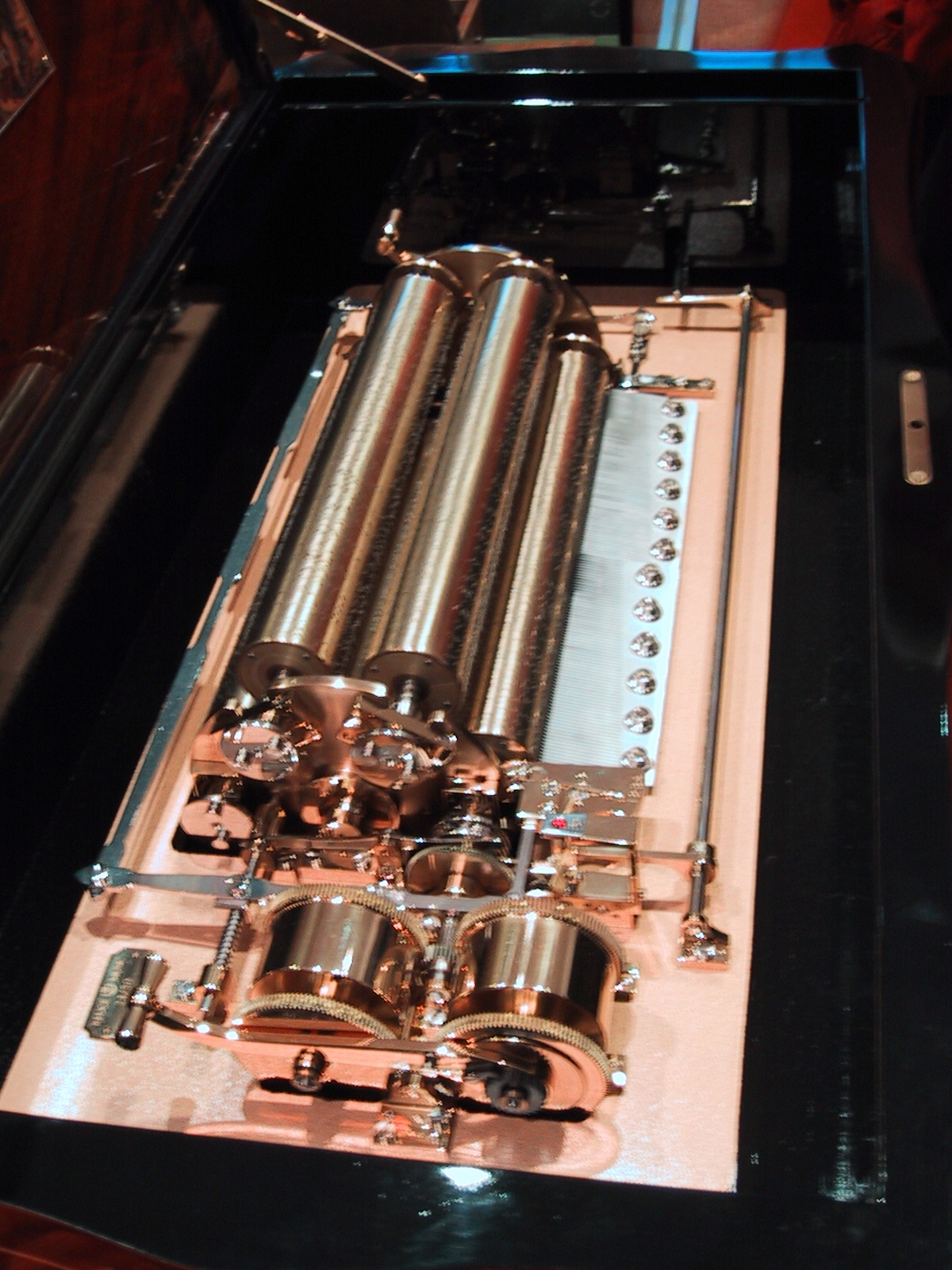
Revolverspieldose mit 6 Walzen à 4 Melodien

Ganz ausgeklügelt war das System der Revolverspieldose. Ähnlich einem Patronenlager waren hier drei, vier oder sechs Walzen kreisrund angeordnet. Waren die sechs Melodien pro Walze abgespielt, drehte sich der Mechanismus um eine Walze weiter.

### Duplexspieldosen
Duplexspieldosen waren mit zwei Stiftwalzen bestückt. Deren Fertigung verlangte besondere Präzision.

### Plérodiénique-Spieldosen
Um auch Melodien spielen zu können, deren Länge mehrere Umdrehungen einer Walze benötigte, erfand man die sogenannte Plérodiénique-Spieldose. Hier ist der Zylinder in der Mitte geteilt – eigentlich sind es zwei Walzen. Die seitliche Verschiebung der beiden Walzenteile geschieht nun nicht gleichzeitig, sondern in einem bestimmten zeitlichen Abstand. Eine Walze spielt, die andere wird in der Zwischenzeit seitlich verschoben. So können Melodien bis zu sechs Umgängen ohne Unterbrechung abgespielt werden. Dieses System wurde 1882 von A. Jeanrenaud für die Fa. Paillard patentiert.

## Tondokumente einer Lochplattenspieldose
Der Donauwalzer auf Polyphon, Länge 58 Sekunden

Stille Nacht, Heilige Nacht auf Polyphon, Länge 55 Sekunden

## Hersteller
Die wichtigsten Hersteller für Zylinderspieldosen:
- L’Epée, Sainte-Suzanne (Doubs)
- Langdorff
- Ducommun-Girod
- LeCoultre
- Baker-Troll
- Mermod Frères
- Nicole Frères
- Paillard
- B. A. Brémond
- Reuge S. A., Sainte-Croix, Schweiz, weltweit einziger Hersteller, der bis heute ein Walzen-Programm von 22 bis 144 Ton fertigt, die Fertigung von 18-Ton-Walzen wurde Ende 2003 eingestellt
- Rzebitschek, Prag
- Olbrich, Wien
- Sankyo Seiki Mfg. Co., Japan, seit 2005: Nihon Densan Sankyō

Die wichtigsten Hersteller für Plattenspieldosen:
- Polyphon Musikwerke, Leipzig
- Symphonion
- Regina Music Box Company Rahway, New Jersey, U. S. A.
- Kalliope-Musikwerke, Leipzig
- Original-Musikwerke Paul Lochmann Leipzig und Zeulenroda, Marke Original
- Schlobach, Malke & Oberländer, Leipzig-Gohlis, Marken Adler und Fortuna (1895–1900)
- Julius Heinrich Zimmermann, Leipzig, Marken Adler und Fortuna (ab 1900, von Schlobach, Malke & Oberländer übernommen)
- Leipziger Musikwerke – Paul Ehrlich & Co., Marke Monopol

## Musikdosenherstellung in der Westschweiz
Die Fabrikation der Musikdosen in der Westschweiz wurde von der dortigen Tradition des Uhrmachergewerbes beeinflusst. Die Rohwerke wurden in Fabriken hergestellt, während die Fertigstellung vielfach in Heimarbeit erfolgte. Die ersten Fabriken entstanden um 1875 in Sainte-Croix, daneben konnte die Heimarbeit noch rund hundert Jahre weiter existieren.
In dem von der Uhrmacherei übernommenen Verlagssystem waren die Arbeiter auf bestimmte Verfahrensschritte spezialisiert. Die in den Fabriken hergestellten Rohwerke (Blancs) bestanden aus einer Grundplatte (Platine), dem Antriebsmechanismus und der rohen Walze (Zylinder).
Mit einem musikalischen Arrangement als Vorlage wurde vom Stecher (Piqueurs) die Position der einzelnen Stifte bestimmt, welche die Töne durch Anzupfen hervorbringen. Mit Hilfe eines Teilapparates musste der Stecher mehrere Tausend Markierungen auf einer Walze anbringen, wobei die Spuren der einzelnen Melodien nur wenige Zehntelmillimeter nebeneinander liegen. Mit rund 450 Markierungen pro Stunde brauchte ein Stecher mehrere Tage für das Stechen eines Zylinders.
Die Locherinnen (Perceuses oder Goupilleuses) bohrten an den von den Stechern markierten Positionen mit einfachen Maschinen Löcher, in welche dann die Stifte eingesetzt werden konnten. Die von Frauen ausgeführte Arbeit wurde um 1900 mit 20 Rappen pro Stunde entlöhnt.
Für das anschließende Stimmen der Tonkämme brauchte man geübte Ohren. In der Vormontage (Poseurs) wurden die Kämme auf den Platinen eingepasst und von den Prüfern (Justifieurs) nachgestimmt. Die Mechaniker (Remonteur) setzten die Feder ins Federgehäuse und machten den Mechanismus funktionsbereit. Bei der Endkontrolle (Termineur) wurde überprüft, ob die Spielwerke richtig funktionieren.

## Spieldosen auf Weihnachtsmärkten

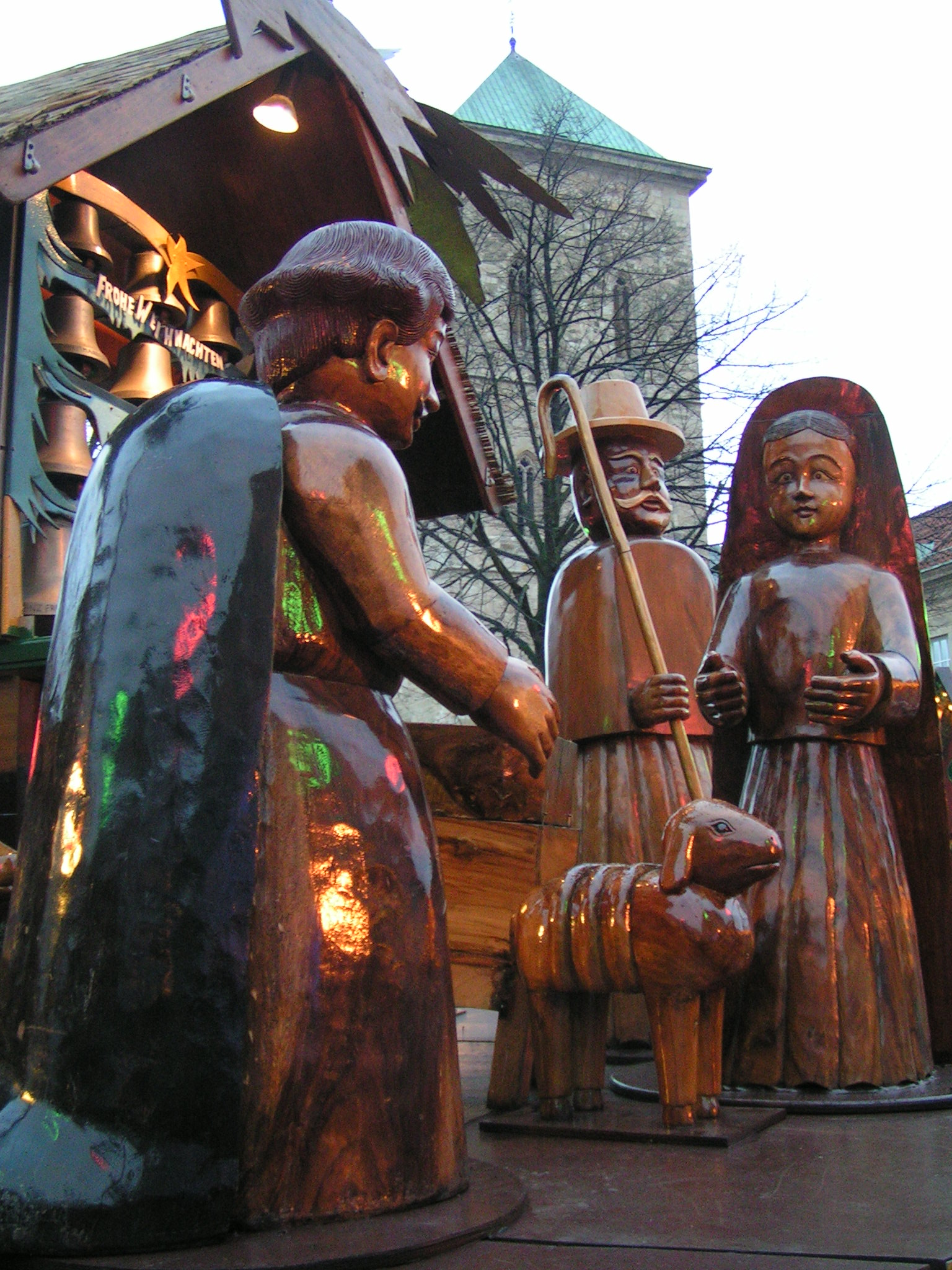
Riesen-Spieldose auf dem Weihnachtsmarkt Osnabrück

Auf einigen Weihnachtsmärkten werden überdimensionale Spieldosen ausgestellt, die mit Figuren ausgestattet sind. Die größte dieser Weihnachtsspieldosen steht alljährlich in der Adventszeit auf dem Weihnachtsmarkt Osnabrück. Im sächsischen Erzgebirge gibt es Freiland-Spieluhren u. a. in Grünhainichen und in Thum, welche zu Weihnachten und Ostern mit saisontypischen Figuren bestückt werden.

## Museen
- Das Museum für Musikautomaten in Seewen SO, Schweiz, zeigt als einen der Schwerpunkte der Sammlung in der Dauerausstellung „Die Schweiz – das Land der Klangpioniere“ in der Schweiz hergestellte Musikdosen und Plattenspieldosen.[5]
- Das Museum Speelklok im niederländischen Utrecht besitzt eine große Sammlung von Spieldosen und -uhren aus mehreren Jahrhunderten.